# Plaza del Palacio (Wiesbaden)

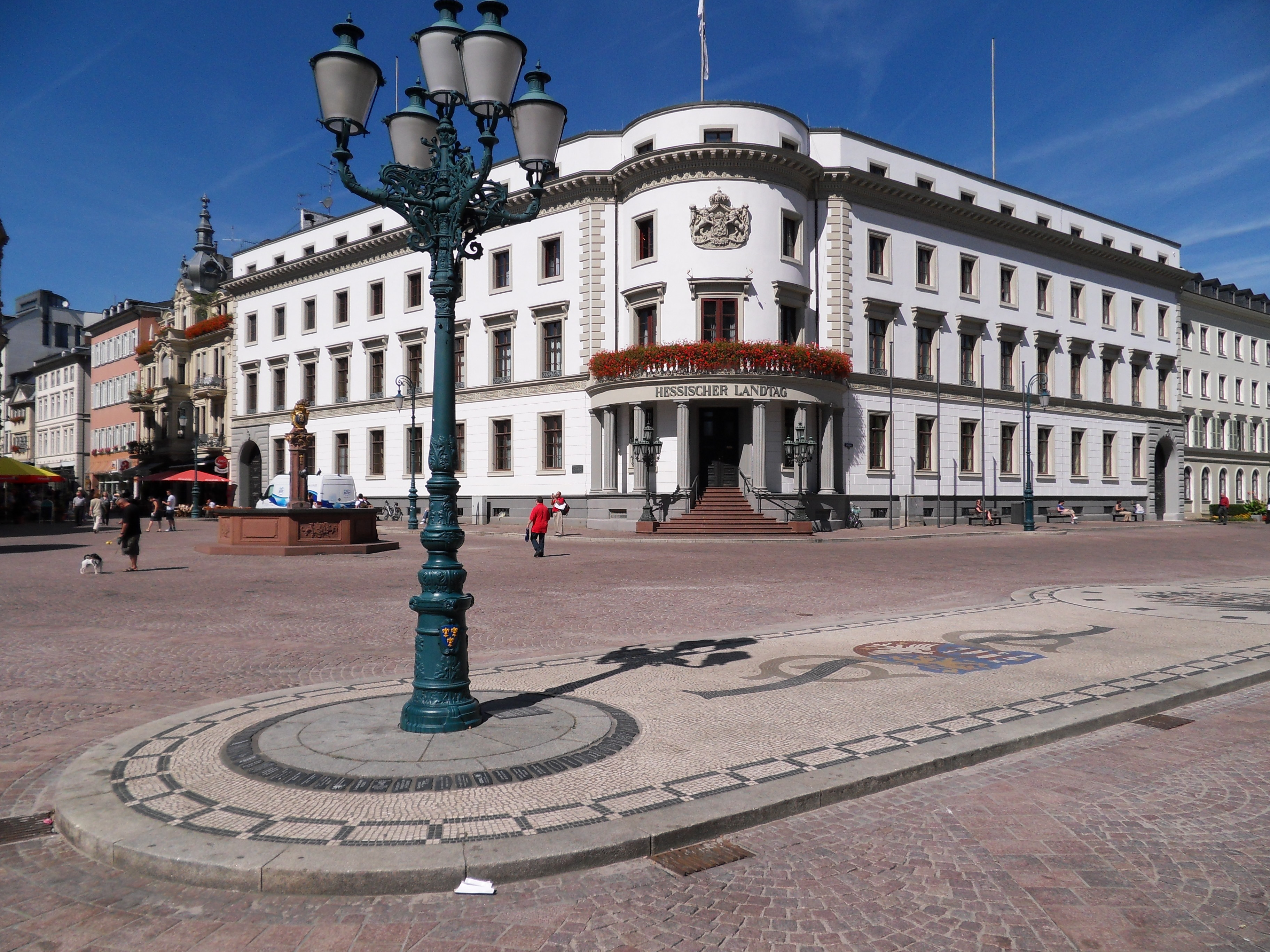
La Plaza del Palacio con la fuente

Plaza del Palacio (en alemán, Schlossplatz) es una plaza del centro de la ciudad de Wiesbaden, Alemania. Allí se levanta el Stadtschloss Wiesbaden (Palacio de Wiesbaden), construido entre 1837 y 1841. Es la sede del parlamento de Hesse. La plaza se renovó por completo en 2004.